# Guy Lombardo
Gaetano Alberto "Guy" Lombardo (19 de junho de 1902 - 5 de novembro de 1977) foi um maestro e violinista canadense-americano.
Em 1924, Guy Lombardo formou, em sua cidade natal, um grupo chamado The Royal Canadians. Este era composto por seus irmãos, o saxofonista Carmen Lombardo (1903-1971), o trompetista Lebert Lombardo (1905-1993) e o saxofonista Victor Lombardo (1911-1994) além de outros músicos. O grupo conquistou sucesso internacional. Estima-se que o total de vendas mundiais de seus discos varia entre 100 e 300 milhões de cópias.

## Biografia
Lombardo nasceu em London, Ontário. Filho de Gaetano, um cantor amador, era incentivado a tocar instrumentos para acompanhar o pai.. Lombardo e seus irmãos formaram sua primeira orquestra, na época o jovem ainda frequentava o colégio e ensaiava nos fundos da alfaiataria de seu pai. A primeira apresentação em público de Lombardo com seu irmão, Carmen, aconteceu num gramado de uma igreja em London, em 1914. Sua primeira sessão de gravação ocorreu no local onde o trompetista Bix Beiderbecke fazia suas gravações em Richmond, Indiana, no Gennett Studios, no início de 1924.
A orquestra de Lombardo tocou  no "Roosevelt Grill" no Roosevelt Hotel em Nova Iorque de 1929 até 1959, e suas emissões de New Year's Eve(que continuaram com Lombardo até 1976 no Waldorf-Astoria Hotel) foram uma parte importante das celebrações do Ano Novo na América do Norte. Mesmo após a morte de Lombardo, a orquestra continuou por mais dois anos na CBS.
Em 1938, ele se tornou um cidadão naturalizado dos Estados Unidos. Guy Lombardo and His Royal Canadians (nome de sua banda) eram apontados para tocar a tradicional canção Auld Lang Syne, como parte das celebrações de ano novo. Sua gravação da música ainda toca como a primeira canção do novo ano na Times Square.
Embora a música da big band de Lombardo fosse vista por alguns na comunidade do jazz e swing como "brega", o trompetista Louis Armstrong apreciava as músicas de Lombardo.
Em novembro de 1977, Lombardo morreu vítima de um ataque cardíaco. Victor assumiu a banda brevemente mas não conseguiu mantê-la. Quando Lebert desligou-se do grupo em 1979, este finalmente foi dissolvido. A orquestra foi posteriormente retomada em 1989 por Al Pierson, tocando uma mistura de melodias nostálgicas e arranjos modernos.
Lombardo foi introduzido no Long Island Music Hall of Fame em 2007.

## Outras atividades
Lombardo também foi uma figura importante em corridas de hidroplano, vencendo a Gold Cup em 1946, em sua lancha quebradora de recorde, Tempo VI, projetada e construída por John L. Hacker. Ele chegou a ganhar a competição Ford Memorial em 1948 e a President’s Cup e President’s Silver Cup em 1952. De 1946 a 1949, Lombardo foi o campeão nacional absoluto. Antes de sua aposentadoria do esporte no final dos anos 1950, ele ganhou todos os troféus na área. Um museu localizado em London, Ontário, foi dedicado às suas realizações tanto na música como nas corridas de hidroplano. Em 2002, ele foi introduzido no Canadian Motorsport Hall of Fame por suas realizações.
Em seus últimos anos, Lombardo viveu em Freeport, Long Island, Nova Iorque, onde ele guardava sua lancha, Tempo VI. Ele também investiu em um restaurante de frutos do mar, originalmente chamado de "Liota's East Point House". O título foi logo mudado para "Guy Lombardo's East Point House". Lombardo, mais tarde, tornou-se promotor de eventos e diretor musical do anfiteatro Nikon at Jones Beach Theater, que é uma sala de concertos ainda popular ao sul de Freeport - o local foi construído por Robert Moses, especificamente com a figura de Lombardo em mente, já que o engenheiro se considerava um dos seus fãs. A última produção de Lombardo no Jones Beach foi a adaptação de Finian's Rainbow de 1977, com Christopher Hewett, no papel principal.

## Homenagens

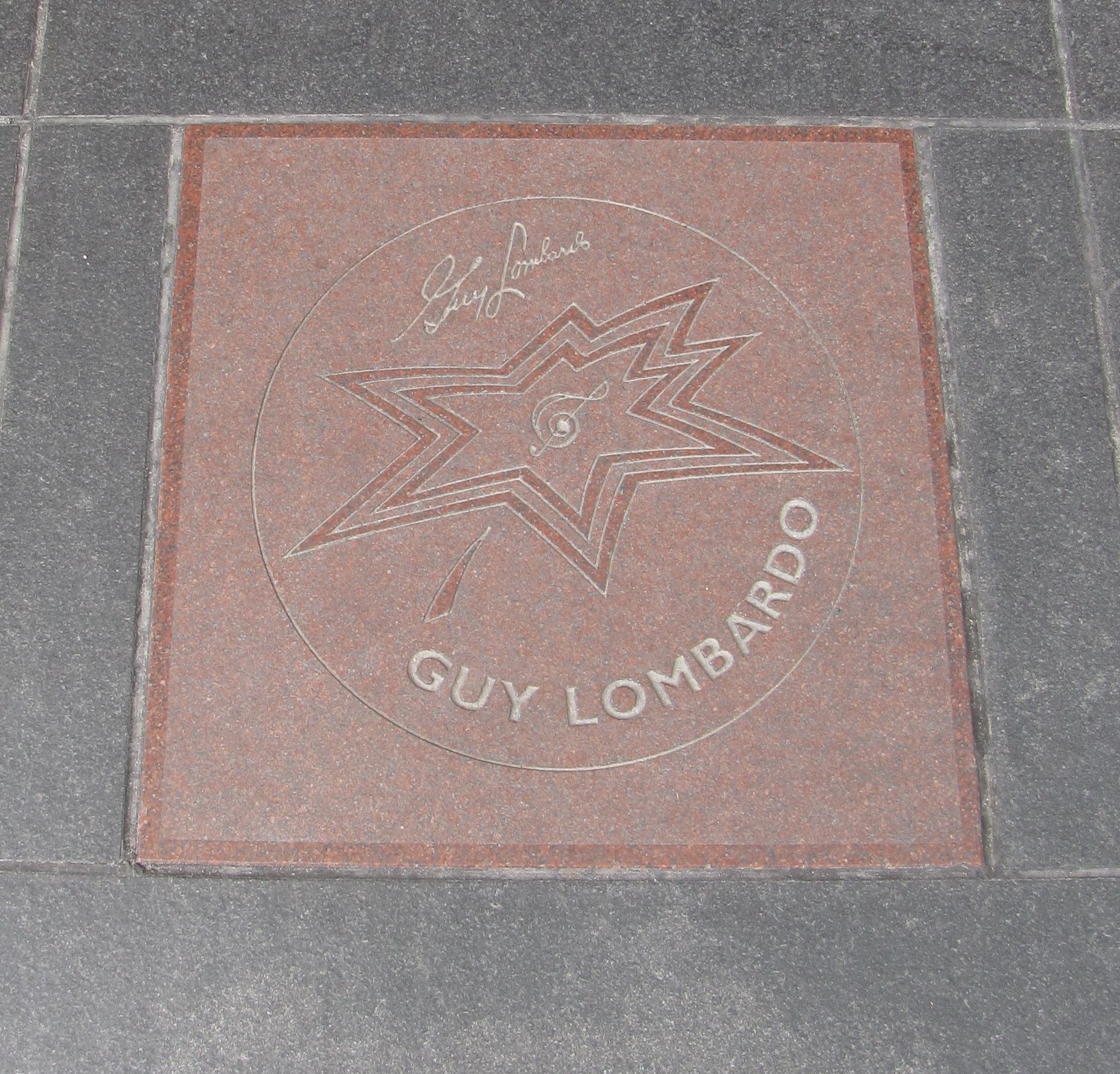
A estrela de Guy Lombardo na Calçada da Fama do Canadá.

The Guy Lombardo Society é uma sociedade dedicada a preservar a música e a história de Guy Lombardo And His Royal Canadians.
Há uma ponte nomeada em homenagem a Lombardo em London, Ontário, perto de Wonderland Gardens, bem como a Lombardo Avenue, no norte de London, perto da University of Western Ontario. 
A casa onde Guy Lombardo nasceu ainda está de pé, em London, Ontário, no número 202 da Simcoe Street. Uma placa em referência aos Lombardos foi retirada da parede exterior do Labatt Retail Store nas Ruas Richmond e Horton e colocada na entrada da área de estacionamento, indicando o local ulterior da casa dos Lombardos.
Em sua última casa em Freeport, Nova Iorque, há uma rua principal que recebe seu nome, Guy Lombardo Avenue.

## Museu Guy Lombardo
Desde meados dos anos 1980 até 2007, havia um museu dedicado a Guy Lombardo na cidade de London, Ontário, perto do cruzamento da Wonderland Road e Springbank Drive. Em setembro de 2007, devido à falta de visitantes e de financiamento, o museu foi fechado. Embora a cidade tenha adquirido algumas das exposições, a maioria da coleção está sendo armazenada na casa do ex-curador Douglas Flood. Os administradores de London recomendam que o museu não seja reaberto.